# 葡萄牙語歸融語

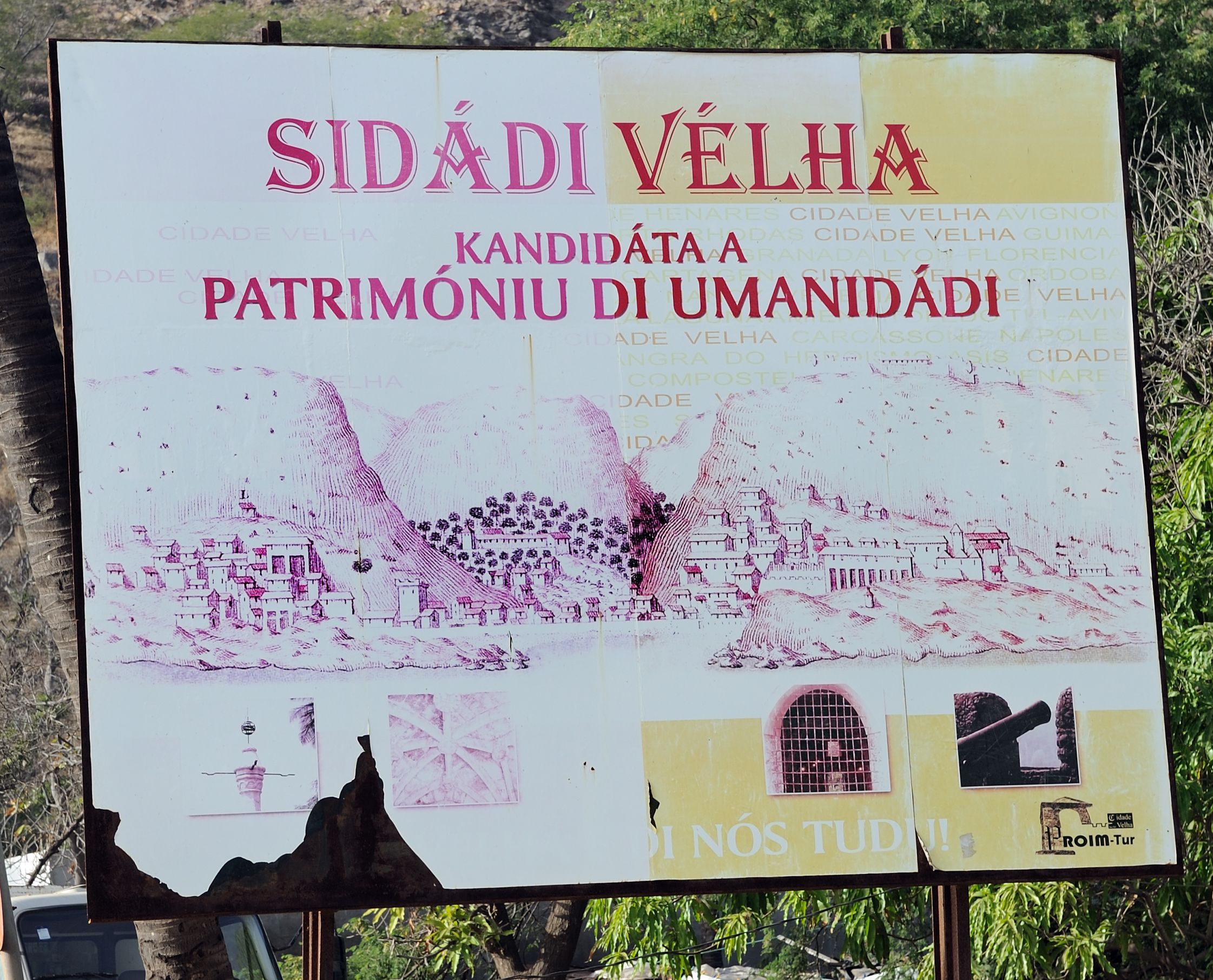

葡萄牙語歸融語（葡萄牙語：Crioulos de base portuguesa）是以葡萄牙語為基礎的歸融語，為數不少。葡萄牙語歸融語可以按使用地區和次源語劃分为多个种类。

## 非洲

### 几内亚
- Kabuverdianu（葡萄牙語：Crioulo de Cabo Verde）：在佛得角使用，簡稱。
- Kriol（葡萄牙語：Crioulo da Guiné Bissau）：在幾內亞比索使用。
  - Casamança（葡萄牙語：Crioulo_de_Casamansa）：在塞内加尔卡薩芒斯地區使用。

### 几内亚湾
- 圣多美岛
  - Forro（葡萄牙語：Forro）：在聖多美島使用，島的南端除外；又名São-tomense（葡萄牙語：São-tomense）。
  - Ngolá（葡萄牙語：Angolar）：在聖多美島南端考埃縣區São João dos Angolares（葡萄牙語：São João dos Angolares）鎮使用。
- Lunguyè（葡萄牙語：Principense）：在普林西比岛使用。
- Fá d'Ambô（葡萄牙語：Fá d'Ambô）：在赤道几内亚的安诺本岛使用。

## 亞洲

### 南亚
- Velhos（葡萄牙語：Língua dos velhos）：在印度第乌使用，與古吉拉特语混合。不過這種語言如今幾乎被古吉拉特話取代，瀕臨失傳。
- Casa（葡萄牙語：Língua da casa）：在印度达曼使用，與孔卡尼语混合。
- Kristi（葡萄牙語：Crioulo de Korlai）：在印度賴加德縣使用，是大約700人的唯一語言。
- Crioulo do Sri Lanka（葡萄牙語：Crioulo do Sri Lanka）：在斯里蘭卡的Batticaloa Lagoon（英语：Batticaloa Lagoon）（巴提卡洛阿）、亭可马里、普塔勒姆區使用。

以前，在印度其他地方、缅甸、孟加拉都曾經有不少葡萄牙語歸融語，但是已經失傳。

### 东亚
- Papiá kristáng（葡萄牙語：Papiá kristáng）：在马来西亚（马六甲、吉隆坡）、新加坡使用。
- Papia Tugu（英语：Papia Tugu language）：在印度尼西亚雅加达使用，1940年代時已經失傳，最後一個已知的使用者在1978年離世。
- Portugis（英语：Portugis language）：在印尼的安汶岛、特尔纳特岛和摩鹿加群岛使用，在16世紀至20世紀中葉時使用。
- Bidau（英语：Bidau Creole Portuguese）：在东帝汶使用；但是，到了1960年代，已經被葡萄牙語取代，因而失傳。
- 澳門土生葡語：在澳門使用。

## 美洲
- 帕皮阿门托语：在ABC群島使用，混合了西班牙语、荷蘭語、非洲話和本土話。
- Saamáka（荷兰语：Saramaccaans）：在蘇利南使用，混合了英语和一些非洲話。
- Portuñol（英语：Portuñol）：在烏拉圭臨近巴西的地區使用，混合了西班牙語和葡萄牙語。